# Adolf Schaller
Adolf Schaller (Chicago, 1956 – augustus 2024) was een Amerikaans kunstschilder, illustrator, visueel artiest en muzikant. Zijn werk omvat voornamelijk het uitbeelden van astronomische onderwerpen, zoals extraterrestrische planeten, planetenstelsels en levensvormen.

## Levensloop
Schaller werd in Chicago geboren uit een migrantenfamilie. Vanaf jonge leeftijd had hij interesse voor muziek. Het eerste instrument waarop hij leerde spelen was een accordeon en toen hij negen jaar oud was leerde hij op de piano spelen. Tijdens zijn tienerjaren speelde hij in verschillende bandjes, eerst op de drums en later op keyboard. Hij bleef tijdens zijn verdere leven musiceren, maar het visuele aspect van de kunst werd zijn belangrijkste werk.

## Werk
Schaller werkte als visueel artiest mee aan Cosmos, een televisieserie uit 1980 van astronoom, astrofysicus en kosmoloog Carl Sagan. Voor zijn werk aan de aflevering "The Shores of the Cosmic Ocean" won hij dat jaar met zes collega's de Emmy Award voor Outstanding Individual Achievement - Creative Technical Crafts. In het boek 'Cosmos' dat verscheen naar aanleiding van de televisieserie zijn verscheidene van zijn werken opgenomen, onder meer een aantal schilderijen van denkbeeldige buitenaardse planeten en levensvormen en 'de laatste volmaakte dag', een vierluik van afbeeldingen waarbij het vermoedelijke einde van de Aarde wordt afgebeeld met het opzwellen van de zon en het verdampen van de zeeën op Aarde.
Hij werkte tijdens zijn carrière onder meer voor de NASA, de European Space Agency en het Hubble Space Telescope Science Institute. Met collega Donna Tracy, die hij ontmoette tijdens het maken van 'Cosmos', richtte hij de OmniCosm Studios op, een bedrijf gespecialiseerd in visuele effecten, animatie en muziek.
Voor televisie en film werkte hij onder meer mee aan Contact, Brainstorm en Planet Earth en hij werkte voor de Broadway-musical The Gospel at Colonus. Hij werkte ook mee aan het maken van een aantal muziekvideo's en hij creëerde simulaties voor pretparken. Verder was hij co-auteur en illustrator van een aantal boeken.
Schaller overleed begin augustus 2024 op 68-jarige leeftijd.

## Boeken
- Extraterrestrials: A Field Guide for Earthlings (co-auteur en illustrator)
- NightWatch: A Practical Guide to Viewing the Universe, Terence Dickinson (illustrator)
- Cosmos, Carl Sagan (illustrator)